# Beijing Guoan Talent Singapore FC
Der Beijing Guoan Talent Singapore Football Club (chinesisch 北京国安精英队) war ein professioneller chinesischer Fußballverein, der 2010 in der ersten singapurischen Liga, der S. League, spielte.

## Geschichte
Der Verein wurde 2010 gegründet und war ein Ableger des chinesischen Erstligisten Beijing Guoan. Hauptsächlich bestand die Mannschaft aus Spielern chinesischer Herkunft. 2010 belegte man in der S. League den 10. Tabellenplatz. Im Jahr 2011 beschloss der Fußballverband von Singapur, sie durch den singapurischen Verein Tanjong Pagar United zu ersetzen. Im gleichen Jahr wurde der Verein wieder aufgelöst.

## Stadion

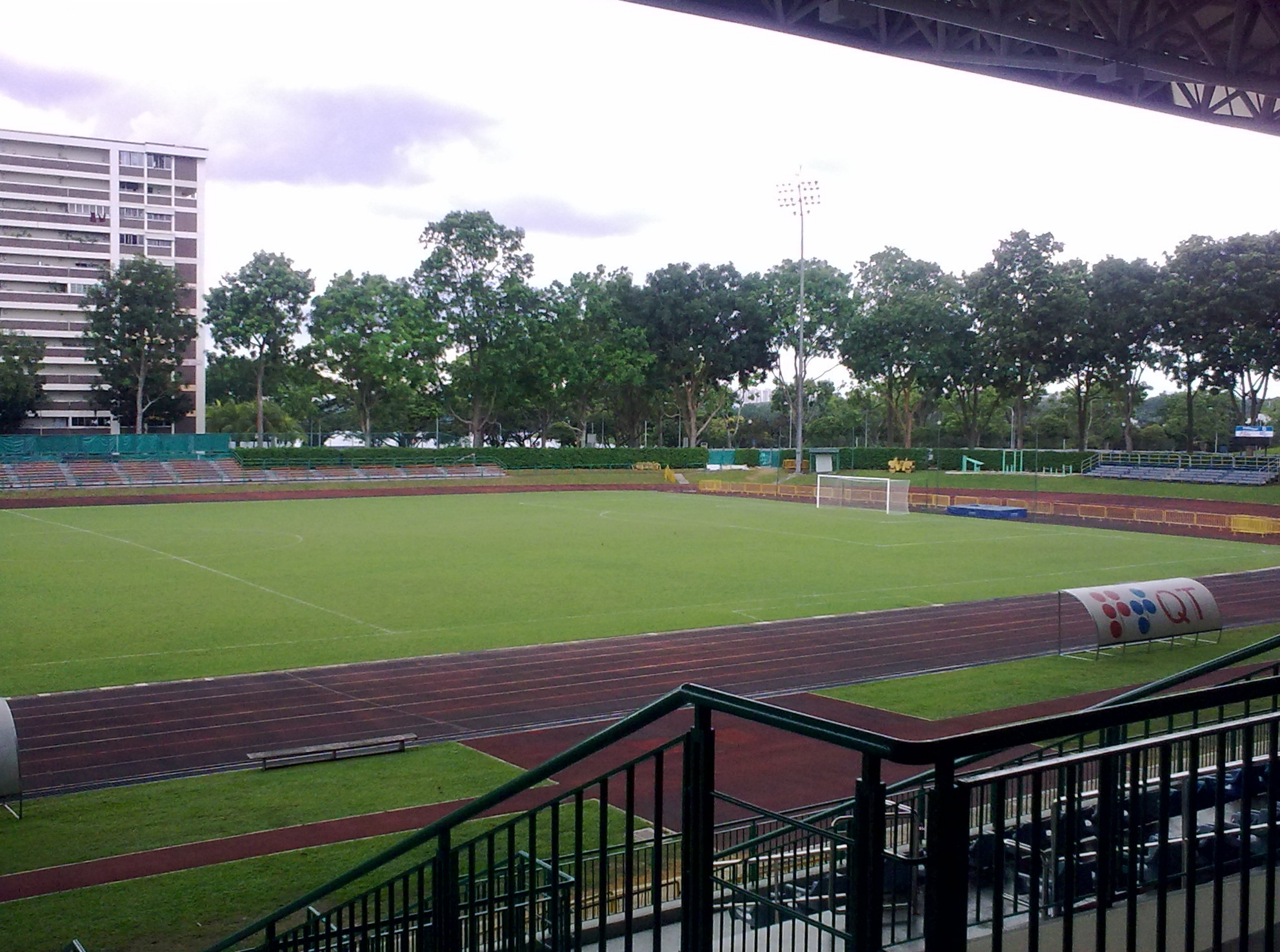
Yishun Stadium

Seine Heimspiele trug der Verein im Yishun Stadium im Stadtteil Yishun aus. Das Stadion hat ein Fassungsvermögen von 3400 Personen.
Koordinaten: 1° 24′ 44,7″ N, 103° 49′ 56,2″ O

## Saisonplatzierung
| Saison | Liga      | Liga  | Liga   | Liga | Liga | Liga | Liga  | Liga   | Liga     | Pokal         |
| Saison | Liga      | Level | Spiele | S    | U    | N    | Tore  | Punkte | Position | Singapore Cup |
| ------ | --------- | ----- | ------ | ---- | ---- | ---- | ----- | ------ | -------- | ------------- |
| 2010   | S. League | 1     | 33     | 10   | 6    | 17   | 30:49 | 31     | 10.      | Vorrunde      |

## Spieler
Stand: Saisonende 2010
| Nr. |                     | Position | Name           |
| --- | ------------------- | -------- | -------------- |
| 1   | China Volksrepublik | AB       | Yan Hai        |
| 2   | China Volksrepublik | AB       | Tao Jiang      |
| 2   | China Volksrepublik | AB       | Yu Yang        |
| 3   | China Volksrepublik | AB       | Zhang Xiaolong |
| 4   | China Volksrepublik | AB       | Yu Tianzhu     |
| 5   | China Volksrepublik | AB       | Xu Huaiji      |
| 6   | China Volksrepublik | MF       | Zhang Zhaohui  |
| 7   | China Volksrepublik | MF       | Meng Yang      |
| 8   | China Volksrepublik | MF       | Liu Teng       |
| 9   | China Volksrepublik | ST       | Zhang Ye       |
| 10  | China Volksrepublik | ST       | Li Tixiang     |
| 11  | China Volksrepublik | MF       | Cui Yu         |
| 12  | China Volksrepublik | AB       | Ma Chongchong  |
| 13  | China Volksrepublik | AB       | Teng Bin       |

| Nr. |                     | Position | Name          |
| --- | ------------------- | -------- | ------------- |
| 14  | China Volksrepublik | AB       | Lei Tenglong  |
| 15  | China Volksrepublik | MF       | Zhao Yang     |
| 16  | China Volksrepublik | MF       | Zou Yucheng   |
| 17  | China Volksrepublik | MF       | Wang Haozhi   |
| 18  | China Volksrepublik | MF       | Ding Haifeng  |
| 19  | China Volksrepublik | ST       | Gao Teng      |
| 20  | China Volksrepublik | AB       | Tang Miao     |
| 21  | China Volksrepublik | MF       | Tang Xin      |
| 22  | China Volksrepublik | TW       | Su Boyang     |
| 23  | China Volksrepublik | ST       | Wang Hao      |
| 24  | China Volksrepublik | ST       | Tan Tiancheng |
| 25  | China Volksrepublik | MF       | Zhang Xizhe   |
| —   | China Volksrepublik | MF       | Huang Jun     |

## Trainer
| Name           | Zeit bei Etoile FC | Zeit bei Etoile FC |
| Name           | von                | bis                |
| -------------- | ------------------ | ------------------ |
| Xiaotian Zheng | 1. Januar 2010     | 31. Dezember 2010  |